# Caller

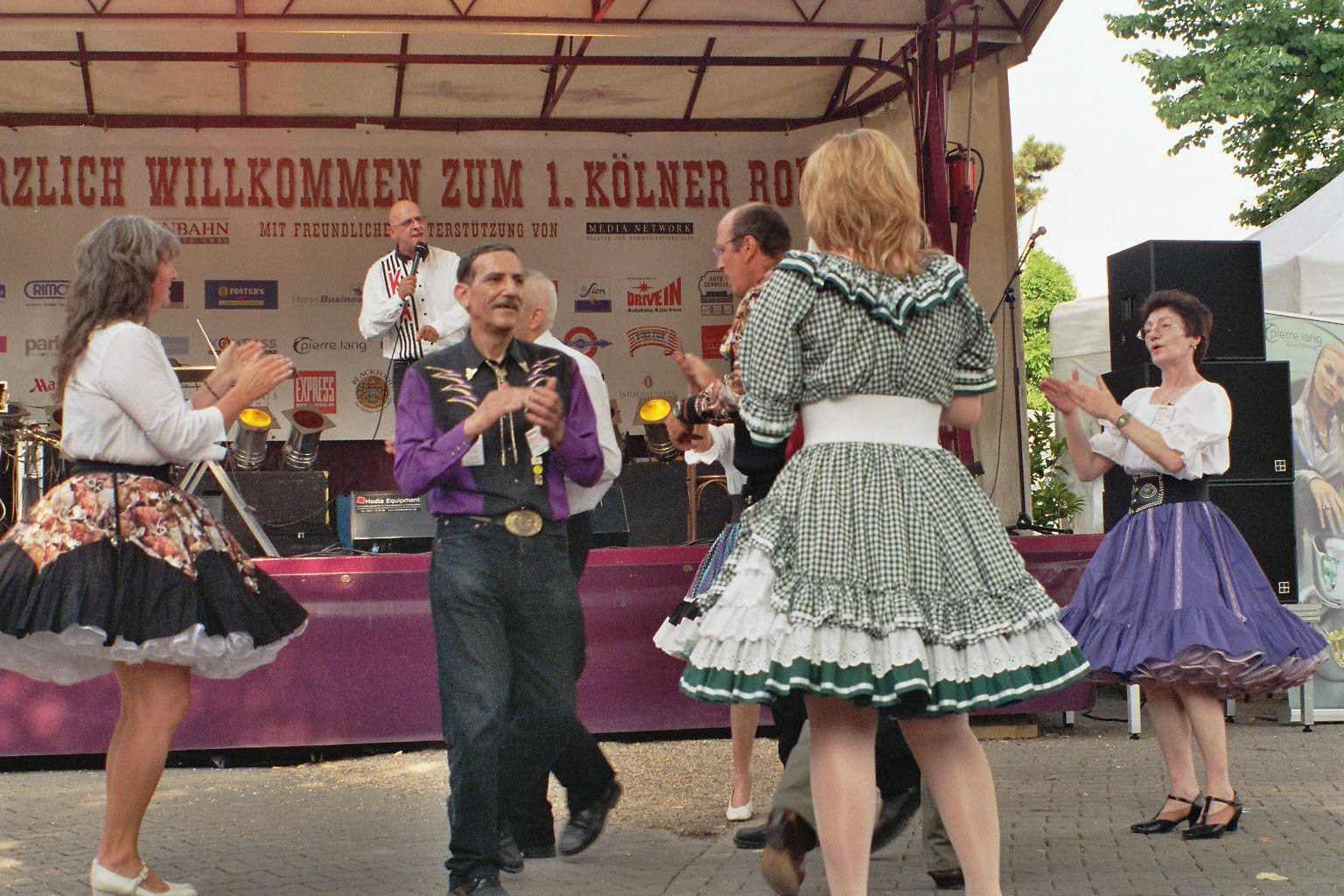
Square-Dance-Gruppe mit Caller im Hintergrund

Der Caller ist der „Ansager“ beim Square Dance. Die Tanzschritte und -figuren werden nicht individuell von den Tänzern entschieden, sondern vom Caller, der sie den Tänzern ansagt (Englisch: to call). Diese Ansagen bestehen entweder aus Sprechgesang (beim eher choreografisch orientierten Patter Call, auch Hoedown genannt) oder werden gesungen (in einem sogenannten Singing Call, bei dem bekannte Lieder verwendet werden, deren Texte teilweise durch Calls, also die Ansage einer Figur, ersetzt werden). 
Der Caller ist für einen geordneten Tanzablauf verantwortlich, er gibt die Choreographie vor. Er repariert, wenn ein Square zusammengebrochen ist (d. h. wenn die Tänzer nicht mehr in der Lage sind, weiterzutanzen) und sorgt dafür, dass die Tänzer am Ende des Tanzes wieder in ihrer Ausgangsformation und auf ihrer Ausgangsposition zu stehen kommen. 
Wenn von „dem Caller“ die Rede ist, ist die weibliche Form implizit zu verstehen. Im Englischen gibt es zuweilen die Bezeichnung Lady Caller, die selten auch in Deutschland verwendet wird; meist werden weibliche Caller im Deutschen jedoch Callerin genannt.

## Technische Ausstattung und Musik
Als technische Unterstützung verwendet der Caller eine Musikanlage mit Mikrofon. Traditionell sind besondere Plattenspielerfabrikate im Einsatz, die den Vorteil der Geschwindigkeitsregelung besitzen. Heutzutage kommen überwiegend Laptops bzw. Tablets oder Handys zum Einsatz.
Die vom Caller verwendete Musik ist zum Teil in Form von klassischen Schallplatten im Single-Format, aber auch als MP3-Songs erhältlich und beinhaltet ein breites Spektrum an Musikformen, längst nicht mehr nur die ursprünglich verwendete Country-Musik: Pop, Rock, Jazz, Musical usw. haben bereits vor Jahrzehnten Einzug in das Repertoire der Caller gehalten.

## Andere Bezeichnungen
- Im Round Dance wird diese Person als Cuer bezeichnet.
- Beim Traditional ist der Ansager ein Prompter.
- Bei der Salsa Rueda spricht man vom Cantante (span. für Sänger).